# اس‌ام یوبی-۱۲۲
اس‌ام یوبی-۱۲۲ (به انگلیسی: SM UB-122) یک زیردریایی بود که طول آن ۵۵٫۸۵ متر (۱۸۳٫۲ فوت) بود. این زیردریایی در سال ۱۹۱۸ ساخته شد.